# واروشا، فاماگوستا
واروشا، فاماگوستا (به لاتین: Varosha, Famagusta) یا ماراش یک منطقهٔ مسکونی در قبرس است که در ناحیه فاماگوستا واقع شده‌است.

## ریشه شناسی
نام واروشا از کلمه ترکی varoş (به ترکی عثمانی: واروش، حومه) گرفته شده است. جایی که واروشا در آن قرار دارد، روزگاری مزارعی بوده است که حیوانات در آن چرا می کردند.

## تاریخچه
در اوایل دهه ۱۹۷۰، فاماگوستا اولین مقصد گردشگری در قبرس بود. برای پاسخگویی به تعداد روزافزون گردشگران، بسیاری از ساختمان‌های مرتفع و هتل‌های جدید ساخته شدند. در دوران شکوفایی خود، واروشا نه تنها مقصد گردشگری شماره یک در قبرس بود، بلکه بین سال های ۱۹۷۰ تا ۱۹۷۴ یکی از محبوب ترین مقاصد گردشگری در جهان بود و مقصد مورد علاقه افراد مشهوری مانند الیزابت تیلور، ریچارد برتون، راکل ولش و بریژیت باردو تبدیل شد.
پیش از سال ۱۹۷۴، واروشا منطقه توریستی مدرن شهر فاماگوستا بود. ساکنان یونانی قبرسی آن در جریان تهاجم ترکیه به قبرس در سال ۱۹۷۴، زمانی که شهر فاماگوستا تحت کنترل ترکیه قرار گرفت، گریختند و از آن زمان تاکنون متروکه باقی مانده است. در سال ۱۹۸۴ یک قطعنامه سازمان ملل خواستار واگذاری شهر به کنترل سازمان ملل شد و گفت که تنها ساکنان اصلی که مجبور به ترک شدند، می‌توانند در شهر اسکان داده شوند.

ورود به بخشی از واروشا از سال ۲۰۱۷ به روی غیرنظامیان باز شد.

## ویژگی
یکی از ویژگی های اصلی واروشا شامل خیابان جان اف کندی بود، خیابانی که از نزدیک بندر فاماگوستا، از واروشا و به موازات ساحل گلوسا می گذشت. در امتداد خیابان جان اف کندی، بسیاری از هتل‌های مرتفع شناخته شده از جمله هتل کینگ جورج، هتل آستریاس، هتل گریسیان، هتل فلوریدا و هتل آرگو که هتل مورد علاقه الیزابت تیلور بود وجود داشت. هتل آرگو در نزدیکی انتهای خیابان جان اف کندی، به سمت پروتاراس و خلیج درخت انجیر واقع شده است. یکی دیگر از خیابان‌های اصلی واروشا، لئونیداس (به یونانی: Λεωνίδας) بود، خیابان اصلی که از خیابان جان اف کندی خارج میشد و به سمت غرب به سمت گوشه وین حرکت کرد. لئونیداس یک خیابان عمده خرید و تفریحی در واروشا بود که شامل بارها، رستوران‌ها، کلوپ‌های شبانه و یک نمایندگی خودرو تویوتا بود.

## نگارخانه

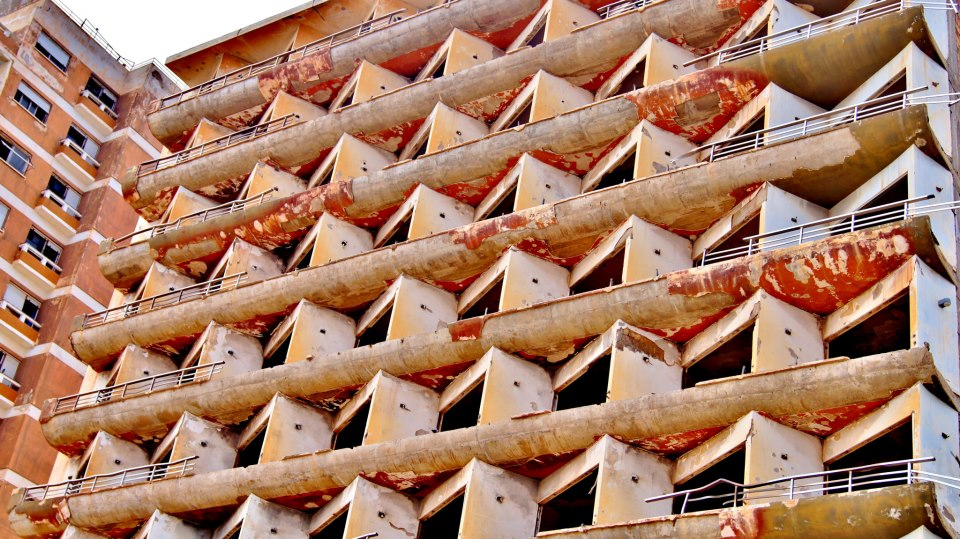
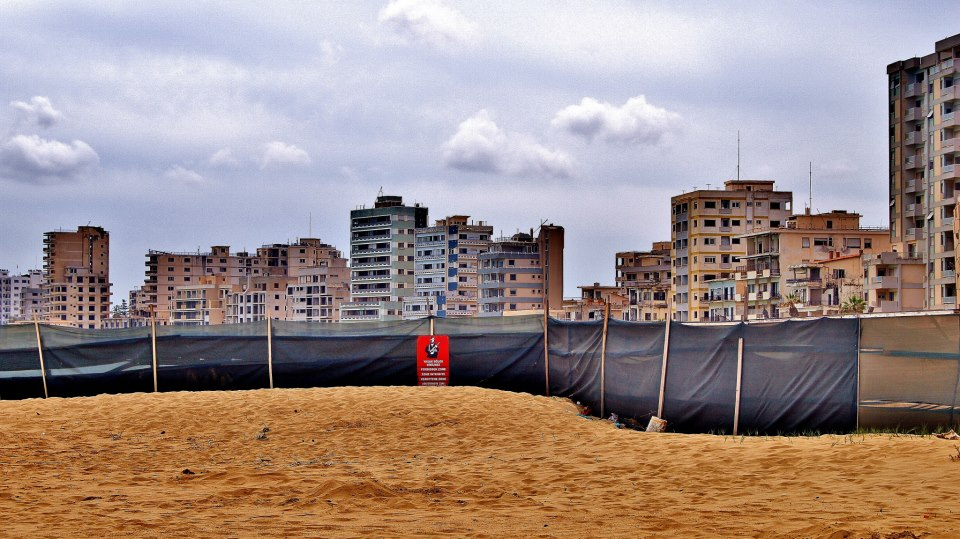
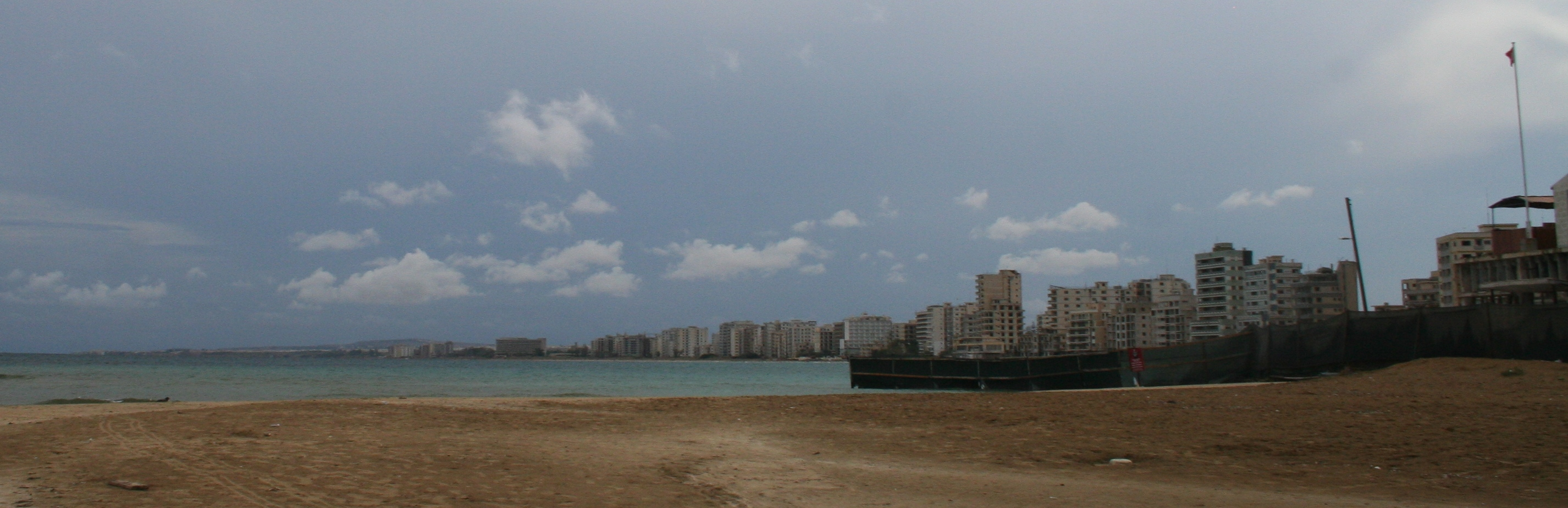
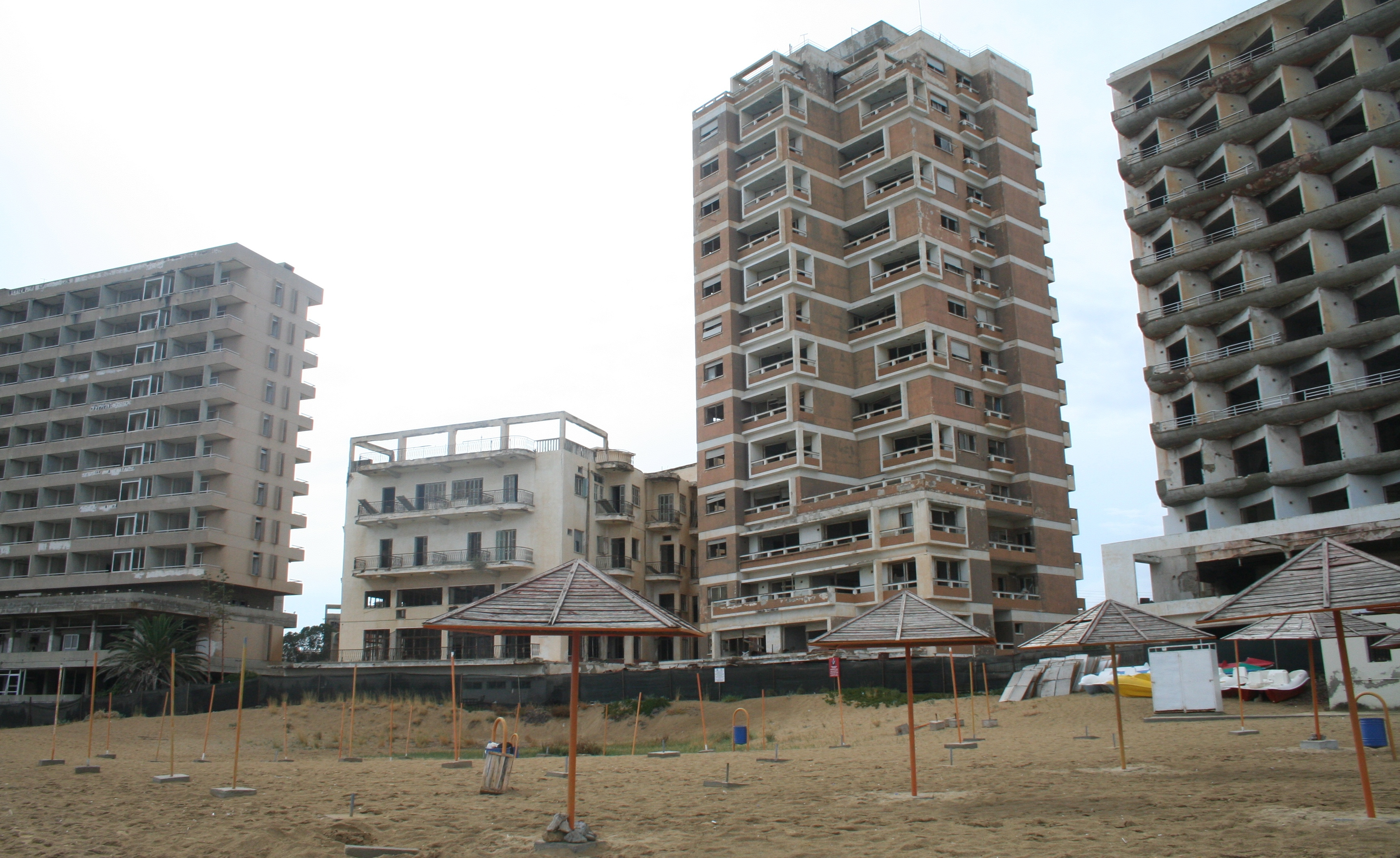
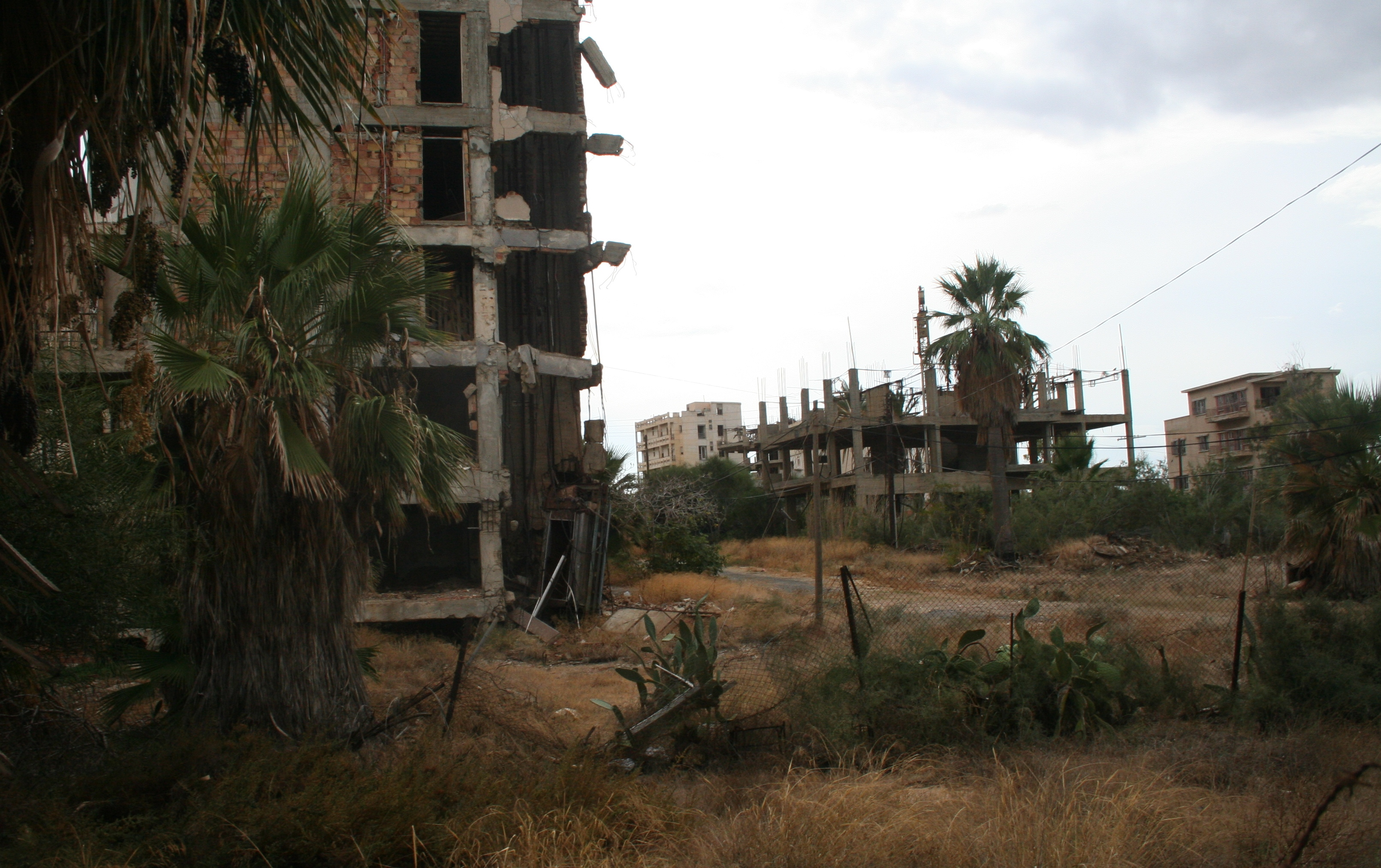
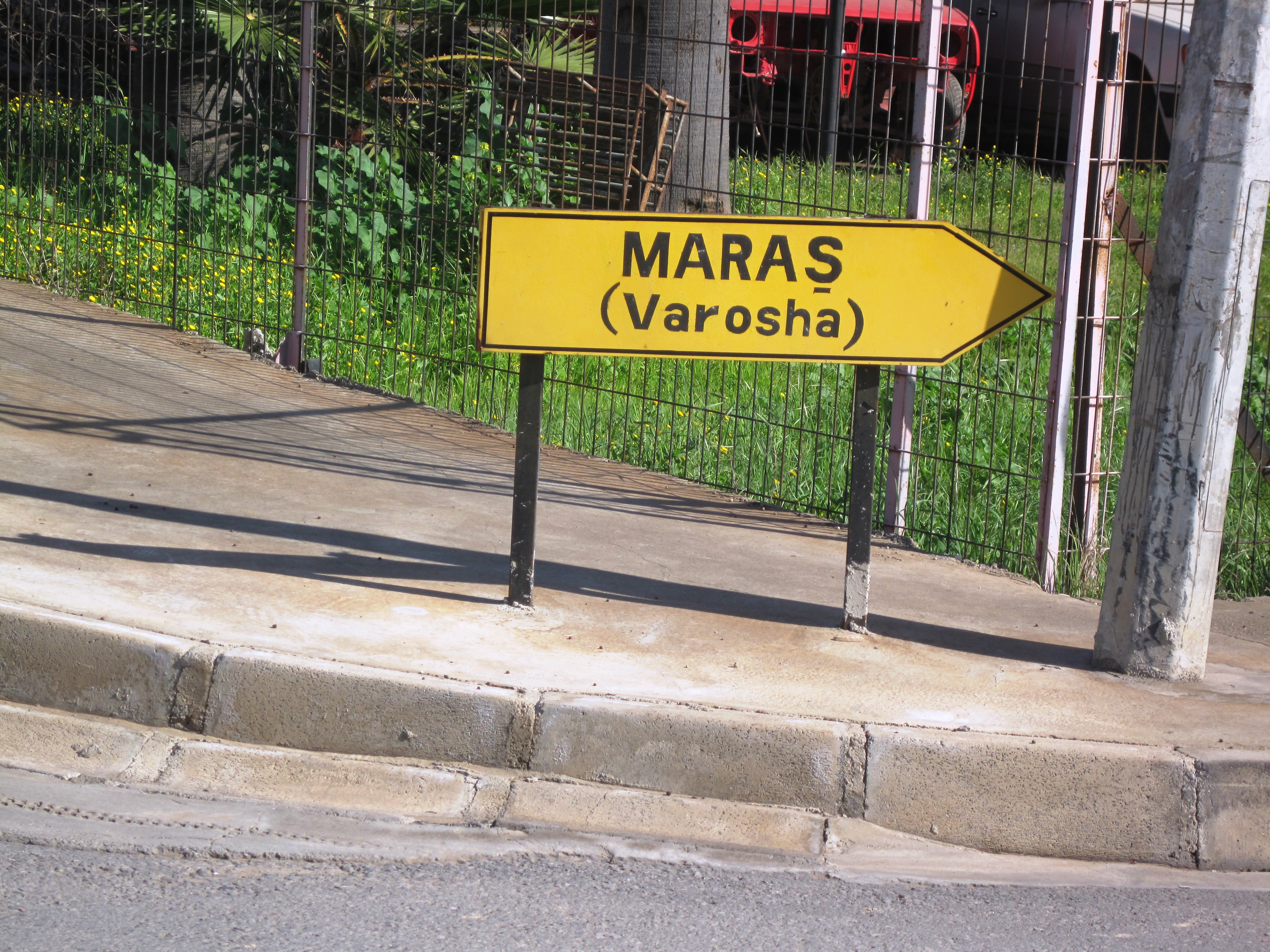